# Pincehely
Pincehely är en ort i Ungern.   Den ligger i provinsen Tolna, i den västra delen av landet, 100 km söder om huvudstaden Budapest. Pincehely ligger 110 meter över havet och antalet invånare är 2 548.